# La mentira (1970)
La mentira é um filme mexicano dirigido por Emilio Gómez Muriel e lançado em 1970, cuja história original é de Caridad Bravo Adams.

## Elenco
- Julissa .... Verónica Castelo Blanco
- Enrique Lizalde .... Demetrio De San Telmo
- Blanca Sánchez ....  Virginia Castelo Blanco
- David Estuardo .... Johnny Castelo Blanco
- José Gálvez .... Jaime Botel
- Beatriz Sheridan .... Adela de Botel
- Roberto Cañedo .... Teodoro Castelo Blanco
- Sara Guasch .... Sara Castelo Blanco
- Mario Castillón Bracho .... Reverendo Williams
- Xavier Massé .... Belot
- Eloísa Monteros .... Ayesha
- Marco Antonio Arzate .... Indio Iguazú
- Julia Marichal .... María
- Eduardo MacGregor
- Jorge Mateos
- Roberto Porter